# Bernardo Landriano
Bernardo Landriano (Milano, ... – 1451) è stato un vescovo cattolico italiano.
È stato vescovo di Asti dal 31 agosto 1439 al 1446 al 18 marzo 1446, quando fu trasferito alla diocesi di Como, che resse fino alla sua morte.

## Biografia
Originaria del pavese, la famiglia Landriano era nota già dal XII secolo.
Bernardo, milanese, favorì durante il suo episcopato, tutte le Dignità del Capitolo della cattedrale e le altre prebende canonicali.